# 大阪府道・京都府道735号長尾八幡線
大阪府道・京都府道735号長尾八幡線（おおさかふどう・きょうとふどう735ごう ながおやわたせん）は、大阪府枚方市から京都府八幡市に至る一般府道である。

## 概要
大阪府枚方市長尾荒阪1丁目から京都府八幡市八幡科手に至る。枚方市の北東部から八幡市の中心部へと通る。

### 路線データ
- 起点：大阪府枚方市長尾荒阪1丁目（新宇治橋交差点、大阪府道・京都府道736号交野久御山線交点）
- 終点：京都府八幡市八幡科手（京都府道・大阪府道13号京都守口線・京都府道801号京都八幡木津自転車道線交点、京都府道22号八幡木津線起点、京都府道251号富野荘八幡線終点）

## 歴史
- 2019年（平成31年）4月1日 - 大阪府告示第652号により、菅原交差点 - 枚方市長尾家具町4丁目間の旧道の府道指定が解除される[1]。
- 2022年（令和4年）4月1日 - 長尾家具町1丁目交差点 - 八幡南山交差点間の経路が変更され、国道1号と重複する経路に変更[2]。

## 路線状況

### バイパス
- 枚方市長尾荒阪 - 長尾家具町

### 重複区間
- 国道1号（大阪府枚方市長尾家具町1丁目・家具団地前交差点交差点 - 京都府八幡市・八幡一ノ坪交点 間）
- 京都府道251号富野荘八幡線（京都府八幡市八幡一ノ坪・八幡一ノ坪交差点 - 八幡市八幡科手（終点））
- 京都府道22号八幡木津線（京都府八幡市八幡三本橋・三本橋交差点 - 八幡市八幡科手（終点））

### 道路施設

#### 橋梁
旧道
- 大阪府
  - 八幡橋（船橋川、枚方市）

## 地理

### 通過する自治体
- 大阪府
  - 枚方市
- 京都府
  - 八幡市

### 交差する道路
| 交差する道路 | 都道府県名 | 市町村名 | 交差する場所    | 交差する場所          |
| --- | ---------- | -------- | --------------- | --------------------- |
| 大阪府道・京都府道736号交野久御山線 | 大阪府     | 枚方市   | 長尾荒阪1丁目   | 新宇治橋交差点 / 起点 |
| 大阪府道・京都府道735号長尾八幡線 / 旧道 | 大阪府     | 枚方市   | 長尾家具町4丁目 |                       |
| 国道1号 / 京阪国道・枚方バイパス 重複区間起点                                                                                                   | 大阪府     | 枚方市   | 長尾家具町1丁目 | 家具団地前交差点      |
| 京都府道284号八幡京田辺インター線 / 山手幹線 | 京都府     | 八幡市   | 八幡南山        | 八幡洞ヶ峠交差点      |
| 国道1号 / 京阪国道・枚方バイパス 重複区間終点 京都府道251号富野荘八幡線 重複区間起点                                                            | 京都府     | 八幡市   | 八幡一ノ坪      | 八幡一ノ坪交差点      |
| 京都府道281号八幡城陽線 | 京都府     | 八幡市   | 八幡三反長      | 広門交差点            |
| 京都府道22号八幡木津線 重複区間起点 | 京都府     | 八幡市   | 八幡三本橋      | 三本橋交差点          |
| 京都府道・大阪府道13号京都守口線 京都府道22号八幡木津線 重複区間終点 京都府道251号富野荘八幡線 重複区間終点 京都府道801号京都八幡木津自転車道線 | 京都府     | 八幡市   | 八幡科手        | 終点                  |

### 交差する鉄道
- 京阪本線

### 沿線
- 枚方市立菅原小学校
- 池田泉州銀行 枚方北支店（旧：泉州店『■』）
- 枚方市立長尾中学校
- 枚方市立長尾小学校
- 大阪工業大学 情報科学部
- 枚方信用金庫 長尾支店
- 摂南大学
- 東二子塚史跡公園
- 八幡市立南山小学校
- 八幡市消防署
- 松花堂美術館
- 八幡市立中央小学校
- 医療法人社団医聖会 八幡中央病院
- 八幡警察署
- 八幡市立男山中学校
- 山城八幡郵便局
- 京都銀行 八幡中央支店
- 八幡市文化センター
- 八幡市役所
- 京都中央信用金庫 八幡支店
- 八幡市立八幡小学校
- 飛行神社
- 京阪本線・京阪鋼索線（石清水八幡宮参道ケーブル） 石清水八幡宮駅